# Erling Bjerre
Erling Bjerre (25. maj 1935 – 25. december 2012) var en dansk politiker.
Han blev uddannet som typograf i Ringkøbing og kom i 1953 til Skærbæk som typograf i Møllers Bogtrykkeri. I 1955 overtog Bjerre trykkeriet samt distriktsbladet By og Land og lod i 1966 et nyt trykkeri opføre på Tøndervej.
I 1984 blev han valgt ind i Skærbæk Byråd for Det Konservative Folkeparti og var viceborgmester i perioderne 1985-87 og 2001-2006.
Erling Bjerre var desuden formand for EASV 1993-2001 og var bestyrelsesmedlem i Elsam og Eltra. 1995 blev han formand for Sønderjyllands Højspændingsværk. Han havde også bestyrelsesposter i Provinsens Distriktsblade, Skærbæk Bank, senere Danske Banks lokalråd, Skærbæk Erhvervsråd, Skærbæk Realskole og Skærbæk Fjernvarme.
Han er begravet på Skærbæk Kirkegård.